# Талија Закер
Талија Закер (енгл. Talia Zucker; Аустралија, 27. јул 1989) аустралијска је филмска и телевизијска глумица. Прву филмску улогу имала је у аустралијском вестерну Келијева банда (2003). Публици је ипак најпознатија по улози Алис Палмер у хорору Језеро Мунго (2008). Појавила се и у неколико популарних аустралијских ТВ серија, као што су Комшије (2003—2004) и Истраге госпођице Фишер (2012).
Поред глуме, Закер се опробала и у режији. До сада је написала сценарио и режирала три краткометражна филма. Године 2019. била је номинована на Лондонском филмском фестивалу и АФИ фесту у категорији најбољих кратких филмова.

## Филмографија
| Улоге Талије Закер |                         |               |              |                       |
| Година             | Српски назив            | Изворни назив | Улога        | Напомена              |
| 2003.              | Келијева банда          |               | Сара Викс    |                       |
| 2003—2004.         | Комшије                 |               | Ерин Пери    | ТВ серија, 9 епизода  |
| 2005.              | Скутер: Тајни агент     |               | Мелани       | ТВ серија, 26 епизода |
| 2007.              | Градско убиство         |               | Жаки Квин    | ТВ серија, 1 епизода  |
| 2008.              | Језеро Мунго            |               | Алис Палмер  |                       |
| 2009.              | Прљаве игре             |               | Клер Џардин  | ТВ серија, 3 епизоде  |
| 2012.              | Истраге госпођице Фишер |               | Нина Алијена | ТВ серија, 1 епизода  |
| 2017.              | То нисам ја             |               | Ема          |                       |
| 2019.              | Мотел Акација           |               | Кети         |                       |